# Fernando Anitelli
Fernando Eduardo Silva Anitelli (Presidente Prudente, 20 de maio de 1974) é um cantor, instrumentista, compositor, ator e responsável pela criação do projeto O Teatro Mágico, um projeto que mistura arte circense, cultura, poesia e discussões políticas, nas quais Fernando debate assuntos relacionados a temas como a importância da arte e da cultura independente,[carece de fontes?] pluraridade e distribuição livre de conteúdo. Atualmente mantém ainda um trabalho solo chamado "As Claves da Gaveta", se apresenta em formatos de voz e violão, dá palestras e oficinas relacionados à música e educação.

## Biografia

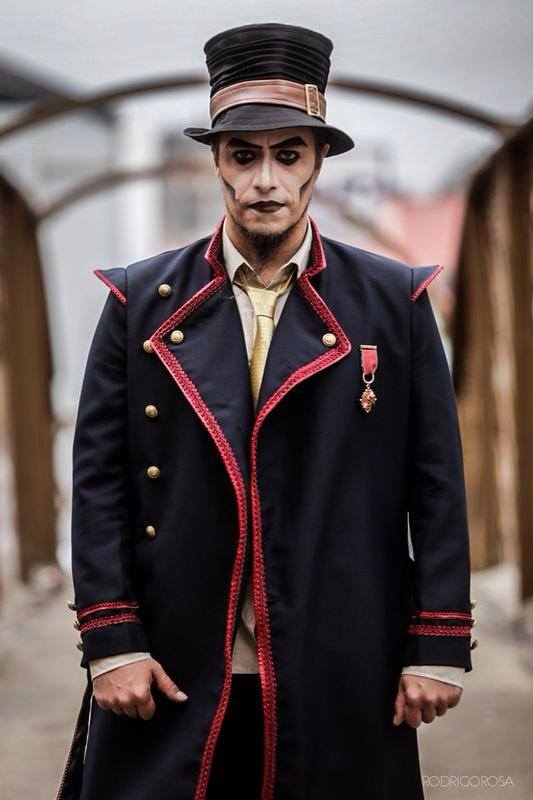
Foto: Rodrigo Rosa

Fernando Anitelli nasceu em Presidente Prudente e foi criado na cidade de Osasco, em São Paulo. Anitelli brincava com arranjos e melodias desde os 13 anos. Após entrar na Faculdade de Comunicação Social formou a banda Madalena 19, como primeira forma de amadurecimento como musico. Foram quase dez anos de ensaios e apresentações de pequeno porte.
Então Anitelli obteve experiências como ator, trabalhando com diretores como Oswaldo Montenegro, Ismael Araújo e Caio Andrade,[carece de fontes?] e outros tipos de oficinas e conhecimento que lhe renderam noções básicas de expressão corporal, domínio de palco e outros elementos vindos da escola do teatro, indispensáveis em seus shows.
Em 2011 lançou seu primeiro trabalho solo, As Claves da Gaveta com antigas composições suas. Este CD possui a licença Creative Commons, que permite que internautas obtenham as músicas por download digital gratuitamente. Anitelli é um defensor desta forma de licenciamento e distribuição de conteúdos musicais.
Em 2014, participa do álbum Sambô Em Estúdio e Em Cores, da banda Sambô, na faixa "Tempo Perdido". Em 2015, participou da canção "Trono de Estudar", composta por Dani Black em apoio aos estudantes que se articularam contra o projeto de reorganização escolar do governo estadual de São Paulo. A faixa teve a participação de outros 17 artistas brasileiros: Chico Buarque, Arnaldo Antunes (ex-Titãs), Tiê, Dado Villa-Lobos (Legião Urbana), Paulo Miklos (Titãs), Tiago Iorc, Lucas Silveira (Fresno), Filipe Catto, Zélia Duncan, Pedro Luís (Pedro Luís & A Parede), André Whoong, Lucas Santtana, Miranda Kassin, Tetê Espíndola, Helio Flanders (Vanguart), Felipe Roseno e Xuxa Levy.

## O Teatro Mágico
Fernando Anitelli foi o responsável em dezembro de 2003 pela criação da trupe do Teatro Mágico projeto inspirado no livro O Lobo da Estepe do escritor alemão Hermann Hesse, de onde também originou-se o nome do primeiro álbum "Entrada para raros".
A banda é composta pelo elenco:

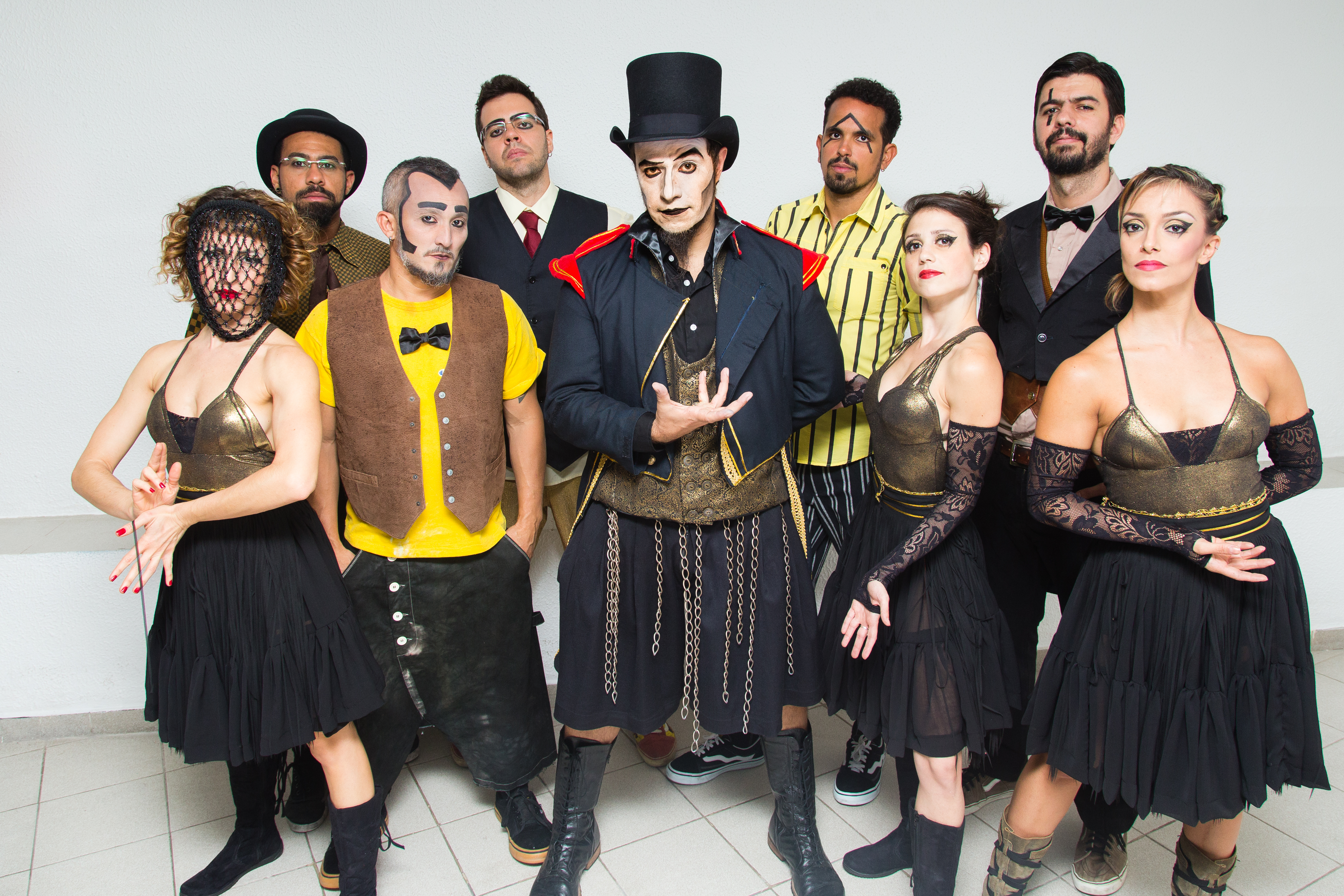
Foto: Luiz Rodrigues

- Fernando Anitelli ( Voz e Violão);
- Rafael dos Santos ( Bateria);
- Maria Fernanda (Violino);
- Emerson Marciano ( Baixo);
- Zeca Loureiro ( Guitarra);
- Nô Stopa (Bailarina Performática);
- Andrea Barbour (Bailarina Performática);
- Nayara Dias (Bailarina Performática) Nathalia Dias (Bailarina Performática).

## As Claves da Gaveta

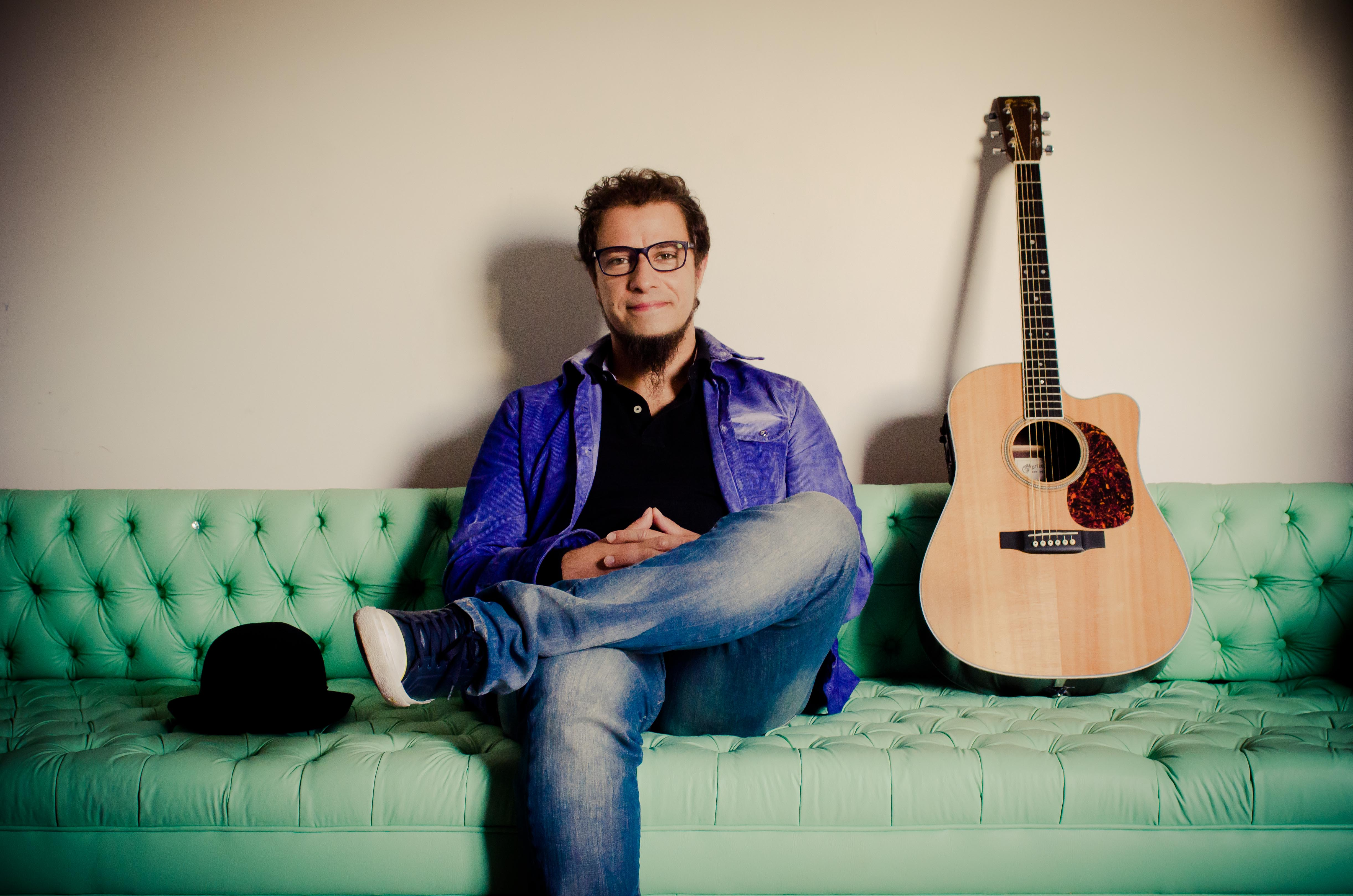
Foto: Luiz Rodrigues

Há 15 anos, Fernando Anitelli tinha um amontoado de canções gravadas, em roupagem simples "voz e violão"... Músicas que se encontram na internet todas disponíveis para download em sites de compartilhamentos.
No ano de 2011 em um período de férias com O Teatro Mágico, Fernando anunciou a reformulação dessas canções em um novo Disco intitulado "As Claves da Gaveta" que foi lançado na internet dia 15 de março de 2011, com canções de outrora reformuladas com novas roupagens e arranjos reconstruídos.

## Discografia

### Solo
| Ano  | Título              | Formato               |
| ---- | ------------------- | --------------------- |
| 2011 | As Claves da Gaveta | CD e download digital |

### Com oTeatro Mágico

#### Álbuns de estúdio
| Ano  | Título                    | Formato |
| ---- | ------------------------- | ------- |
| 2003 | Entrada para Raros        | CD      |
| 2008 | Segundo Ato               | CD      |
| 2011 | A Sociedade do Espetáculo | CD      |
| 2014 | Grão do Corpo             | CD      |
| 2016 | Allehop                   | CD      |
| 2022 | Luzente                   | CD      |

#### Álbuns ao vivo
| Ano  | Título                                   | Formato              |
| ---- | ---------------------------------------- | -------------------- |
| 2007 | Fragmentos III                           | DVD                  |
| 2008 | Entrada para Raros - Ao Vivo             | DVD                  |
| 2009 | Segundo Ato - Ao Vivo                    | DVD                  |
| 2013 | Recombinando Atos - Ao Vivo em São Paulo | DVD                  |
| 2020 | Aqui, Por Enquanto, É Tudo Ainda         | Plataformas Digitais |

### Outras Participações
- 2014 - Álbum "Sambô Em Estúdio e Em Cores, na faixa Tempo Perdido.[6]
- 2014 - DVD e Álbum "Acústico Lírios do Vale Testemunho Cantado", na faixa Toda Manhã.

## Curiosidades
- Anitelli participou do Fórum Social Mundial 2009 e foi convidado pelo MST e pela Marcha Mundial das Mulheres para cantar na cerimônia de recepção aos presidentes: Hugo Chávez (Venezuela), Fernando Lugo (Paraguai), Evo Morales (Bolívia) e Rafael Correa (Equador).[8]